# Edifici Gran Sol
L'Hotel Tryp Gran Sol, o simplement Gran Sol, és un hotel situat a la ciutat valenciana d'Alacant, a la rambla de Méndez Núñez. És un hotel de la marca Tryp Hotels pertanyent al grup hoteler Sol Meliá.
Amb les seues 31 plantes i els 96,9 metres d'altura, l'edifici Alonso s'erigeix com el tercer edifici més alt de la ciutat, per darrere de l'Estudiotel Alacant, també conegut com a Riscal (117 m), i del Residencial El Barco (111 m). El Gran Sol es caracteritza pels vistosos murals pintats en dues de les seues façanes, datats en 1968 i obra del pintor Manuel Baeza. A més, com que es troba emplaçat enfront del port d'Alacant, s'ha convertit, juntament amb el castell de Santa Bàrbara, en un element característic del panorama urbà de la ciutat d'Alacant.
L'hotel va acabar de construir-se l'any 1971 i va ser completament reformat en 2003. Compta amb 123 habitacions de quatre estreles i un restaurant en el pis 26.